# Amsterdam (Imagine Dragons)
Amsterdam is een nummer van de Amerikaanse indierockband Imagine Dragons uit 2014. Het is de zesde en laatste single van hun debuutalbum Night Visions, waarvan het verscheen als promotiesingle.
Toen frontman Dan Reynolds het nummer schreef, was hij nog nooit in Amsterdam geweest. Hij had alleen foto's van de stad gezien, dus hij had er wel een voorstelling van. Het nummer haalde enkel de hitlijsten in Vlaanderen, waar het de 18e positie bereikte in de Tipparade.

## Tracklijst
- Muziekdownload

1. "Amsterdam" - 4:01